# Arnold Wesker
Arnold Wesker (24. května 1932, Londýn – 12. dubna 2016, Brighton) byl anglický dramatik židovského původu. Byl levicově orientovaný a v jeho díle se snoubí dvě témata určená jeho původem: dělnické prostředí (bylo to poprvé v historii britského divadla, kdy se tato vrstva objevila na jevišti) a židovství, za uznání jehož přínosu britské kultuře usilovně bojoval. Tato témata skloubil především ve třech hrách známých jako Weskerova trilogie. Byl zařazen ke generaci rozhněvaných mladých mužů, kteří proměnili britskou kulturu v 50. letech 20. století novou tematikou a kritičností.

## Život a dílo
Pocházel z londýnského East Endu. Jeho matka Leah (rozená Perlmutterová), vášnivá komunistka, se narodila v Sedmihradsku. Jeho otec Joe na Ukrajině. Otec byl krejčovským dělníkem. Jeho rodiče mluvící jidiš ho inspirovali při konstrukci rodinu Kahnů v trilogii.
Vystudoval židovskou školu v Commercial Street a školu Upton House v Hackney. V roce 1948 nastoupil do dlouhé řady zaměstnání. Byl učedníkem u výrobce nábytku, truhlářským pomocníkem i knihkupcem. V letech 1950-1952 absolvoval vojenskou službu u RAF. Během tohoto období napsal nepublikovaný román The Reed That Bent zobrazující velmi kriticky britskou armádu. Román se stal později základem hry Chips With Everything (1962). Ta je vnímána nejen jako útok na armádu, ale též na třídní systém a končí provokativně britskou hymnou God Save the Queen.
Po vojně byl instalatérem, třídičem osiva, zemědělským dělníkem a cukrářem. Nakonec se stal dokonce šéfcukrářem v pařížské restauraci Le Rallye, což zúročil ve své vůbec první hře The Kitchen (1957). Hra ukazuje dehumanizační účinek tlaku nedostatečně placené práce. Byla zfilmována v roce 1961. Díky cukrářské práci v Le Rallye si nicméně našetřil na studium na London School of Film Technique (nyní London Film School).
V roce 1958 zaznamenal obrovský úspěch, když uvedl na jeviště první část své trilogie, Chicken Soup with Barley. Vypráví příběh rodiny Kahnů, socialisticky orientovaných Židů z East Endu bojujících ve 30. letech 20. století s anglickými fašisty ("černými košilemi") Oswalda Mosleyho. Hra Roots (1959) oslavuje mladou feministku Beatie Bryantovou a její postupný posun směrem k nezávislosti. Trilogie byla dokončena hrou I'm Talking About Jerusalem (1960), ve kterém se Ada Kahnová, dcera rodiny z Chicken Soup, v roce 1946 zapojuje do experimentální komuny v Norfolku.
V 60. letech se jako mnoho jiných politicky angažoval. V roce 1961 hrál Wesker vedoucí roli v demonstracích Výboru 100 proti použití jaderných zbraní a spolu s Bertrandem Russellem a byl odsouzen k měsíčnímu vězení. Jeho hvězdnou kariéru narušil ale především projekt Center 42 a poté jeho konfliktnost. Center 42 byl typický levicový experiment 60. let. Tato organizace, pojmenovaná po rezoluci odborového kongresu na podporu umění, měla sponzorovat festivaly a nakonec zavést vlastní kulturní program. Wesker pro projekt psal hry, které se dočkaly mimořádné kritiky a byly označeny za propagandistický škvár.
Neúspěch Weskera zasáhl a stal se značně nedůtklivým a konfliktním. Jeho další kariéru poznamenal především spor o hru The Journalists (1972), kterou herci Royal Shakespeare Company odmítli hrát a nebyla kvůli tomu v Británii uvedena. Vzhledem k různým podmínkám ve smlouvách nemohla být pak uvedena ani nikde jinde. Celé desetiletí kvůli tomu Wesker útočil na soubor i divadlo, tvrdil, že důvody odmítnutí jsou politické, neboť hra útočila na thatcherismus, zatímco herci se hájili tím, že problémem je neexistence hlavních postav ve hře. V letech 1978 až 1982 byl Wesker předsedou Britského centra Mezinárodního divadelního institutu a v letech 1979 až 1983 prezidentem Mezinárodního výboru dramatiků.
V roce 1976 měl ve Stockholmu světovou premiéru Weskerův The Merchant, kontroverzní dílo, ve kterém Wesker nově uchopuje Shakespearovu postavu Shylocka - dle něj antisemitskou. Ani tato hra ovšem nebyla nikdy uvedena v Británii, v důsledku čehož Wesker napsal knihu Temná podezření, obviňující britský divadelní establishment z podvědomého antisemitismu. Tím se dostal na okraj britského divadelnictví, ačkoli jeho hry z 50. a 60. let se mezitím staly klasikou. Až do konce života se nesmířil s tím, že jsou uváděny jen jeho klasické hry z tohoto období a pozdější dílo je přehlíženo.
K nejzajímavějším pozdním pracím patří hra Blood Libel (1996). Je o Williamu z Norwiche, 12letém chlapci, jehož vražda v roce 1144 byla připsána Židům. Tato pověst rezonovala po celé středověké Evropě. Wesker věřil, že středověká křesťanská fantazie o Židovi jako vrahovi dětí byla emocionálním zázemím holocaustu.
V roce 1994 vydal autobiografii As Much As I Dare. V roce 2006 byl pasován na rytíře.